# Pseudobersama mossambicensis
Pseudobersama mossambicensis là một loài thực vật có hoa trong họ Meliaceae. Loài này được (Sim) Verdc. miêu tả khoa học đầu tiên năm 1956.